# Neveh Dekalim

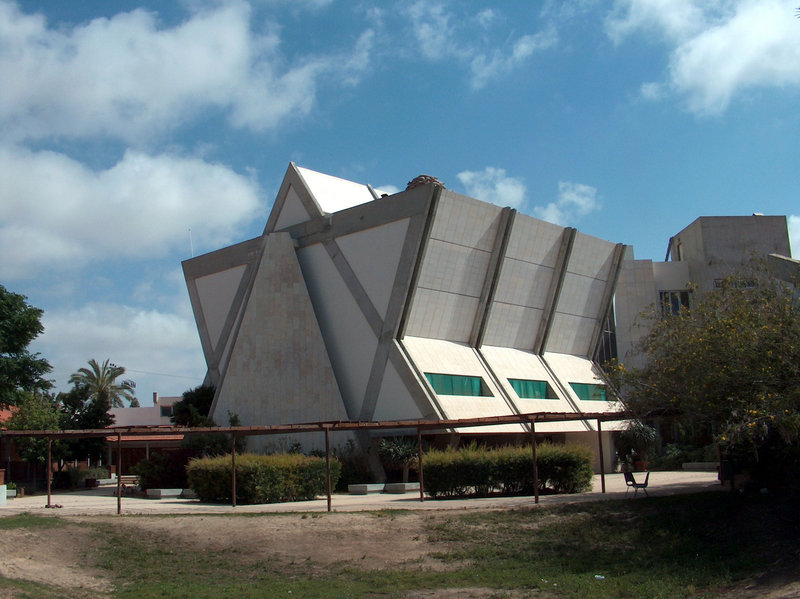
Synagogue de Neveh Dekalim

Neveh Dekalim (נוה דקלים en hébreu) est une ancienne colonie israélienne de la bande de Gaza. Elle fut fondée en 1983 après le retrait israélien de la péninsule sinaïque. La colonie était située entre la ville palestinienne de Khan Younès et la côte méditerranéenne.
La population était de 500 familles (2600 h.), presque tous juifs orthodoxes, constituant ainsi la plus grosse colonie de la bande de Gaza. C'était une grande place de l'agriculture parmi les autres colonies des environs, et particulièrement les colonies du Gush Katif.
L'évacuation de Neveh Dekalim par l'armée israélienne commença le 15 août 2005 conformément au plan de désengagement de la bande de Gaza et fut achevée le 18 août. Les maisons furent détruites par des bulldozers, mais les infrastructures furent laissées intactes afin d'aider le futur développement dans cette région. C'est ainsi que l'Université al-Aqsa y a installé un campus depuis 2006.